# 1591 Baize
1591 Baize este un asteroid din centura principală, descoperit pe 31 mai 1951, de Sylvain Arend.